# Boethus fritzi
Boethus fritzi là một loài tò vò trong họ Ichneumonidae.